# 107-й центр дорожнього забезпечення (Україна)
107-й центр дорожнього забезпечення (107 ЦДЗ) — військове формування інженерних військ Збройних сил України.

## Історія
На момент проголошення незалежності України в м. Дубно Рівненської області дислокувався кадр дорожньо-комендантської бригади, що був сформований 1 вересня 1986 року.
1 червня 1993 року, на підставі директив Міністра оборони України і командувача військами Прикарпатського військового округу кадр дорожньо-комендантської бригади було переформовано в мостову бригаду Західного оперативного командування. Ця дата вважається офіційним днем створення частини.

## Командири
- Васильєв  Іван  Васильович[2]